# 並立花園住宅
並立花園住宅是上海市的一座歷史建築，位於徐匯區汾陽路152號、154號、156號、158號。這一建築群修建於1930年，原本是大東電報公司的上層員工住宅，建築風格是德國式雙聯體花園住宅。戴笠、林立果等知名人物曾居住在158號。現在152及154號仍作為住宅使用，156號改為Dragon Club，158號改為高級會所「和平官邸」。2005年10月18日，並立花園住宅被列入上海市第四批優秀歷史建築名單。